# نادي شافهاوزن
نادي شافهاوزن لكرة القدم (بالألمانية: FC Schaffhausen AG) نادي كرة قدم سويسري يلعب في دوري التحدي السويسري. تم تأسيس النادي في عام 1896.

## روابط خارجية
- FC Schaffhausen